# 太閤立志伝
『太閤立志伝』（たいこうりっしでん）は、1992年3月13日に日本の光栄から発売されたPC-9801歴史シミュレーションゲーム。
同社が提唱した独自のゲームジャンル「リコエイションゲーム」の第4作目であり、『太閤立志伝シリーズ』の第1作目。プレイヤーは織田信長配下の足軽頭木下藤吉郎として尾張・清洲城を拠点に、原則、毎月初めに開かれる評定に出席すると与えられる信長からの主命を受けてこなしていく。柴田勝家や佐々成政などは秀吉のいじめ役として登場し、立身出世の野心を掻き立てる設定になっている。
開発は光栄が行い、プロデューサーはシブサワ・コウ、音楽は『蒼き狼と白き牝鹿・元朝秘史』（1992年）を手掛けた作曲家の大島ミチルが担当。
PC-9801版が発売された後、さまざまな日本国産パソコン機種やスーパーファミコン、メガドライブなどの家庭用ゲーム機などに移植された。2003年には、PC-9801版を復刻収録した『コーエー25周年記念パック Vol.5』が発売され、後に『コーエー定番シリーズ』としても単品発売された。また『太閤立志伝V』（2004年）にもPC-98版の体験版が収録されている。スーパーファミコン版は2009年にWii用ソフトとして、2015年にWii U用ソフトとしてバーチャルコンソールにて配信された。
後に続編となる『太閤立志伝II』（1995年）が発売され、以後シリーズ化された。

## ゲーム内容

### システム
主命は初めの頃は兵糧、鉄砲の売買といったものだが、信頼度が増していくに従い「物頭」「目付」「奉行」「中老」という具合に身分が上がり、それにともない外交や城の改修などのより重要な主命をこなせるようになり、合戦にも参加できるようになる。
逆に主命の失敗が続くと、信長からの信頼度が下がり手討ちにされることもある。
さらに身分が上がり「家老」「宿老」になると城を与えられ、その後は今までと逆に部下に内政・戦争などの主命を与える立場となる。その後は史実通り本能寺の変イベントを起こすように条件を揃えること、史実とは異なり信長を攻めることにより謀反を起こすこと、信長の全国統一を補佐すること、いずれも可能になっている。
「本能寺の変」以外でも史実の動きを追う上でも秀吉のイベントは既にかなり充実しており、墨俣一夜城や金ヶ崎の退き口など、その後もほぼ変わらぬ形で受け継がれているイベントも少なくない。
舞台が中国地方から関東地方までと限定されていたが、700名を超える登場武将と、大名ではなく織田信長の家臣として主命を達成していくシステム、また辻斬りや商人との結託といった悪事も実行できるなど、自由度が高くなっている。その一方で前述のように信長の機嫌を損ねると容赦なく手討ちにされたり、敵武将の調略に失敗すると以降付け狙われたりするなど、以降のシリーズ作品よりゲームオーバーになりやすくなっている。
なお、本作では『II』以降とは異なり、織田信長以外の大名に仕えることはできない。一方で、大名家の姫に話しかけられる要素や、白拍子と一夜を共にしたりするイベント、あるいは信長も含め大名をも辻斬りできることなどは次作『II』以降には受け継がれなかった。

### 能力値
「内政」「外交」「統率」「武力」「魅力」「野心」となっており、『II』および『IV』のものに近い。本作に於いては、原則として主命をこなすことで上下していき、各能力値の最高値は100である。

### 技能
「鉄砲」「調略」「騎馬」「茶道」「築城」「芸術」「弁舌」「文化」「政略」「戦術」の10個で、さらに「政略」「戦術」以外の8個のレベルは『II』以降と異なりアイコンマークの数や数値ではなくA-Dの4段階で表されている。
鉄砲・騎馬はそれぞれ鉄砲鍛冶や馬屋で下働きをすることで上がり、調略・築城・弁舌は織田家の武将や浪人に師事することで上昇する。また茶道・芸術は京・堺に在住する文化人に師事することで上がっていく。「政略」「戦術」については本作では成長に応じて上昇する。例えば信長の政略はレベル71、戦術は68となっている。

### 戦闘
本作での個人戦は従来のRPGのようにコマンド入力方式で、後の作品と違ってアクション性やシミュレーション性は低い。メガドライブ版では目押しの概念があり、◎→◯→△→×の順にダメージ量が変わる。
野戦・攻城戦は正方形マス上で展開されるヘクス戦になっているが、攻城戦では『II』とは異なり高低の概念が小さく平面的なものである。
信長の野望シリーズに先立ち、士気・方向・陣形の概念を採用。士気は戦況に応じ、刻々と変動していき、20%程度まで低下すると部隊の攻撃力が殆ど無くなり、逆に敵からの攻撃で大きな損害を被るなど、戦況に大きな影響を与える。方向は鉄砲攻撃の際に影響し、背後の敵に砲撃を行う場合、ターンを消費し方向転換する必要がある。
陣形は『II』のように、部隊の能力を補正する効果は無く、合戦開始時に部隊がどのように配置されるかを表すものとなっている。なお野戦のみ有効で攻城戦では陣形の概念は存在しない。

## 移植版
| No. | タイトル                        | 発売日         | 対応機種           | 開発元   | 発売元   | メディア                              | 型式       | 備考                       | Ref.                    |
| --- | ------------------------------- | -------------- | ------------------ | -------- | -------- | ------------------------------------- | ---------- | -------------------------- | ----------------------- |
| 1   | 太閤立志伝                      | 1992年5月1日   | FM TOWNS           | 光栄     | 光栄     | フロッピーディスク                    | KN10261030 |                            |                         |
| 2   | 太閤立志伝                      | 1992年5月10日  | X68000             | 光栄     | 光栄     | 5インチフロッピーディスク             | KN10261040 |                            |                         |
| 3   | 太閤立志伝                      | 1993年4月7日   | スーパーファミコン | 光栄     | 光栄     | 12メガビット+256キロRAMロムカセット   | SHVC-TD    |                            |                         |
| 4   | 太閤立志伝                      | 1993年5月28日  | メガドライブ       | 光栄     | 光栄     | 10メガビットロムカセット              | T-76123    |                            |                         |
| 5   | コーエー25周年パックVol.5       | 2003年11月28日 | Windows 98 - XP    | コーエー | コーエー | CD-ROM                                | KOEI-19203 | PC-9801版の移植            | [ 5 ] [ 6 ] [ 7 ] [ 8 ] |
| 6   | コーエー定番シリーズ 太閤立志伝 | 2005年7月22日  | Windows 98 - XP    | コーエー | コーエー | CD-ROM                                | -          | PC-9801版の移植            | [ 9 ] [ 10 ]            |
| 7   | 太閤立志伝                      | 2009年9月1日   | Wii                | コーエー | コーエー | ダウンロード （バーチャルコンソール） | -          | スーパーファミコン版の移植 | [ 11 ]                  |
| 8   | 太閤立志伝                      | 2015年5月20日  | Wii U              | コーエー | コーエー | ダウンロード （バーチャルコンソール） | -          | スーパーファミコン版の移植 | [ 12 ]                  |

## 音楽
サウンドトラック
太閤立志伝 KECH-1024
光栄オリジナルBGM集Vol.8 スーパー信長の野望・全国版/太閤立志伝 KECH-1048（※スーパーファミコン音源をそのまま使用）

## 評価
スーパーファミコン版
- ゲーム誌『ファミコン通信』の「クロスレビュー」では7・6・6・8の27点[13]。レビュアーは非常に自由度が高い、シミュレーションというよりRPGでSLGが苦手な人も遊べるとしたが移動が遅い、アニメーションスキップ不可、繰り返しプレイが求められる、馬や鉄砲のランク上げを簡単にしてほしかったとした他、歴史の知識がないと辛いとした者と知識がなくても楽しめるとした者で分かれた[13]。

- ゲーム誌『ファミリーコンピュータMagazine』の読者投票による「ゲーム通信簿」での評価は以下の通り、20.13点（満30点）[1]。この得点はスーパーファミコン全ソフトの中で184位（323本中、1993年時点）となった[1]。

| 項目 | キャラクタ | 音楽 | 操作性 | 熱中度 | お買得度 | オリジナリティ | 総合  |
| 得点 | 3.32       | 3.40 | 3.33   | 3.47   | 3.05     | 3.57           | 20.13 |
メガドライブ版
ゲーム誌『ファミコン通信』の「クロスレビュー」では、7・7・7・6の合計27点（満40点）、『メガドライブFAN』の読者投票による「ゲーム通信簿」での評価は以下の通り、20.5点（満30点）。
| 項目 | キャラクタ | 音楽 | お買得度 | 操作性 | 熱中度 | オリジナリティ | 総合 |
| 得点 | 3.4        | 3.4  | 2.8      | 3.5    | 3.7    | 3.8            | 20.5 |